# Cuboctaedro

Cuboctaedro

Um cuboctaedro é um poliedro com 8 faces triangulares e 6 faces quadrangulares. O cuboctaedro pode não ser realizado, considerando os pontos médios das arestas e unindo esses pontos por uma aresta, se eles pertencerem a arestas adjacentes de uma face do cubo; mas também pode ser obtido a partir do octaedro, o dual do cubo, considerado como arestas os segmentos que unem os pontos médios dos lados das faces triangulares do octaedro.

## Formação
Este sólido é obtido:
- Como dual do Dodecaedro rômbico

ou
- Por expansão do Tetraedro

Tem 12 vértices idênticos, formados pelo encontro de dois triângulos e dois quadrados, e 24 arestas idênticas, cada uma separando um triângulo de um quadrado. É um sólido de Arquimedes.
O Poliedro dual do cuboctaedro é o Dodecaedro rômbico. A forma intermediária entre um octaedro e um cubo é um cuboctaedro. Os pontos de um encaixe icosaédrico são os mesmo que aqueles do cuboctaedro.

## Planificação, área e volume

Planificação do cuboctaedro

Área A e o volume V de um Cuboctaedro de lado a:
{\displaystyle A=(6+2{\sqrt {3}})~a^{2}\approx 9,4641~a^{2}}
{\displaystyle V={5 \over 3}{\sqrt {2}}~a^{3}\approx 2,357~a^{3}}

## Exemplos

Rotação completa de um cuboctaedro platônico - Matemateca IME-USP